# Tito Ebúcio Elva
Tito Ebúcio Elva (em latim: Titus Aebutius T. f. Elva) ou Helva foi o primeiro membro da gente patrícia Ebúcia (em latim: Aebutia) a conseguir chegar ao consulado, em 499 a.C. No ano seguinte, foi mestre do cavalo (magister equitum) sob o comando de Aulo Postúmio Albo na Batalha do Lago Régilo. Foi pai de Lúcio Ebúcio Elva, cônsul em 463 a.C.

## Mandato
Ebúcio foi eleito cônsul para o ano de 499 a.C. juntamente com Caio Vetúrio Gêmino Cicurino. Lívio relata que, durante seu mandato, a cidade de Fidenas (em latim: Fidenae) foi cercada, Crustumério foi tomada e Preneste (moderna Palestrina) se aliou aos romanos. Porém, não há distinção no relato sobre o que foi feito por cada cônsul.

### Batalha do Lago Régilo
Por algum tempo, a expectativa de uma guerra entre romanos e latinos vinha aumentando. No ano do consulado de Ebúcio, Aulo Postúmio Albo foi escolhido como ditador e escolheu Ebúcio como seu mestre do cavalo. Os dois marcharam para o Lácio, onde o exército romano enfrentou Otávio Mamílio, o ditador de Túsculo.
No decurso da batalha, Ebúcio e Mamílio, ambos a cavalo, atacaram um ao outro e se machucaram seriamente. O príncipe toscano foi ferido no peito e levado para a retaguarda enquanto que o braço de Ebúcio foi tão machucado pela lança de Mamílio que ele acabou obrigado a recuar do combate e dirigi-lo à distância. A batalha terminou com uma vitória decisiva dos romanos.